# Mansos
Els mansos eren uns amerindis dels Estats Units que vivien al llarg del riu Grande, vora Las Cruces, Nou Mèxic, del segle xvi al segle xvii, i eren un dels grups que es van assentar en la Missió de Guadalupe, en el que avui és Ciudad Juárez, Mèxic. Alguns dels seus descendents romanen a la zona per al dia d'avui.

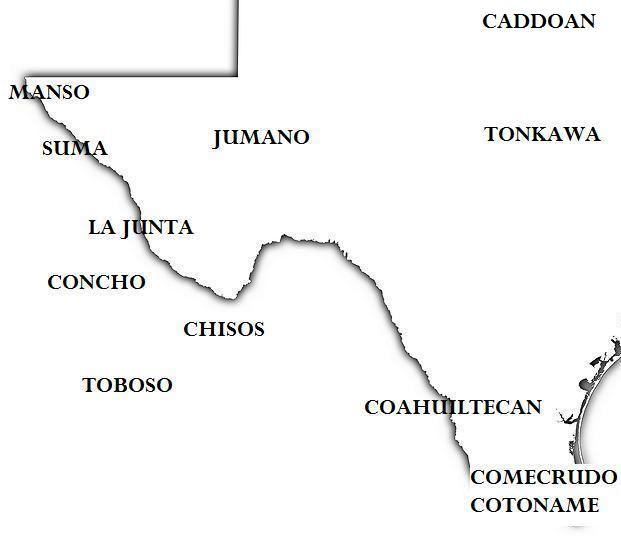
Localització aproximada de les tribus índies de l'oest de Texas i frontera amb Mèxic, ca. 1600

Els mansos eren caçadors-recol·lectors seminòmades que practicaven poca o cap agricultura encara que estaven envoltats de tribus agrícoles. El seu estil de vida era similar als propers conchos i suma.

## Llengua
Només s'han registrat unes poques paraules de la seva llengua. S'han proposat diverses teories sobre la relació del seu idioma, incloent que parlaven una llengua uto-asteca, kiowa-tano, o atapascana (Apatxe). Les escasses dades sobre la seva llengua indiquen que parlaven el mateix idioma que els pobles jano i jocomes que vivien al seu oest. L'evidència que hi ha indica que parlaven una llengua uto-asteca relacionada amb les llengües cáhita del nord-oest de Mèxic.

## Història
El primer relat dels mansos és de l'expedició de l'explorador espanyol Antonio de Espejo el gener de 1583. Travessà el riu Grande a la recerca dels indis Pueblo de Nou Mèxic, Espejo va trobar un poble que va anomenar Tampachoas sota El Paso. "Hem trobat un gran nombre de persones que viuen a prop d'algunes llacunes pel mig del Riu del Nord [Rio Grande]. Aquestes persones, que han estat numerades en més d'un miler d'homes i dones, i que estaven assentats en les seves ranxeriess i cabanes d'herba, van sortir a rebre'ns ... Cadascun de nosaltres va portar el seu regal de fesol de mezquite ... peixos de molts tipus, que són molt abundants en aquestes llacunes, i altres tipus de menjar ... Durant els tres dies i les nits que vam estar allà es duen a terme contínuament ... balls a la seva manera, així com a la manera dels mexicans."
Tanmateix, l'expedició de Chamuscado i Rodríguez va passar per les mateixes llacunes el juliol de 1581 i les va trobar deshabitades. La inferència és que els mansos eren nòmades, vivien només una part de l'any al llarg del riu Grande i passaven la resta de l'any caçant i la recol·lectant aliments als deserts i muntanyes circumdants. Semblaven haver viscut al llarg del riu Bravo des d'El Paos cap al nord a Las Cruces (Nou Mèxic) i a les muntanyes properes. És possible que hagin compartit llurs products amb els suma, que els eren molt propers.
.

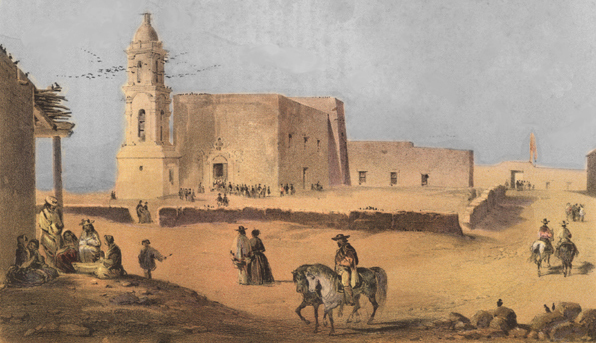
La Missió entre els Manso fou establida en 1659. La missió construïda pels manso encara existeix exists i es pot trobar al centre de Ciudad Juárez, Mèxic

Els tampachoas d'Espejo potser eren el mateix poble que Juan de Oñate va trobar a la mateix àrea quinze anys més tard el maig de 1598 i que anomenà mansos. Oñate i la seva gran expedició travessaren el riu Grande prop de Socorro (Texas) assistit per 40 indis "manxo". Manso significava en castellà “gentil" o "dòcil". El seu nom per a ells mateixos és desconegut.
En 1630, un sacerdot espanyol va descriure als mansos com a persones "que no tenen cases, sinó estructures fetes de fusta, i no sembren. Ells no es vesteixen d'alguna cosa en particular, tots estan nus i només les dones es cobreixen de la cintura per a baix amb pells de cérvol ". En 1663, va dir un espanyol d'ells, "La nació dels indis manso és tan bàrbara i inculta que tots els seus membres van nus i, encara que el país és molt fred, no tenen cases on habitar, viuen sota els arbres, sense saber ni tan sols com llaurar la terra per al seu menjar". També es diu que els mansos menjaven peix i carn. Però van ser descrits com un poble estable, "un poble robust, alt i de bones característiques, a pesar que s'enorgullien de si mateixos amb la pols de diferents colors que feia que es veiessin molt feroços".
La Missió dels Mansos fou establida en 1659. La missió construïda pels Mansos encara existeix i es troba al centre de Ciudad Juárez, Mèxic. Durant la dècada de 1660, centenars de mansos s'havien convertit al cristianisme. Els espanyols van establir una missió entre els indis mansos però eren de menor preocupació fins a la dècada de 1680, quan els supervivents d'una rebel·lió dels indis pueblo de Nou Mèxic es van refugiar en el nou assentament d'El Paso. En El Paso els Mansos va establir estretes relacions amb el refugiats Piro i tiwa. La tensió augmentà a la regió per no donar suport als 2.000 refugiats espanyols i indis i els manso ràpidament desmentirien el seu nom de "pacífics". Els manso que viven a la Missió podien haver estat una minoria entre les tribus, no obstant això van ser famosos com a rebels, juntament amb els apatxes i sumes que encara vivien a les muntanyes i els deserts.
En 1682, el Governador d'El Paso informà que els Mansos i els suma s'havien rebel·lat i atacat als janos. El 14 de març de 1684, el governador Jironza Petriz de Cruzate anuncià que els mansos, aliats amb els tiwa i piros havien organitzat un motí per matar a tots els espanyols d'El Paso. Els mansos estaven "cansats de tot el que tingui a veure amb Déu i amb l'Església, per la qual cosa volien fer el que els indis de Nou Mèxic havien fet". Els espanyols van prendre presoners als capitosts de la revolta, entre els quals hi havia un apatxe i un quivira (probablement un wichita). Deu d'ells van ser executats i més tard, al novembre, la guarnició espanyola de 60 homes més indis aliats van atacar una unió d'indis hostils que pel que sembla tenien la intenció de dur a terme una altra rebel·lió.
Després de la revolta dels Mansos es va crear una atmosfera de destribalització a El Paso. Les malalties i atacs dels apatxes delmaren el seu nombre, encara que molts poden haver-se unit als apatxes. En 1765, El Paso tenia 2.469 habitants espanyols i només 249 indis. En 1883 Adolph Bandelier va trobar una dotzena de famílies d'indis mansos que vivien a marges del riu Bravo d'El Paso. Els mansos havien sobreviscut com a membres de la tribu combinada Piro-Manso-Tiwa (PMT). Els membres de la tribu del segle xix emigraren a Las Cruces, Nou Mèxic, on els membres van ajudar a fundar el poble de Guadalupe en 1910. Hi ha dos grups que afirmen descendir dels indis de la missió del Paso del Norte que han sol·licitat per al reconeixement federal nord-americà com a tribu indígena: la tribu de San Juan de Guadalupe i la Tribu de Guadalupe Piro-Tiwa-Manso. En 2000, hi havia 206 membres de la tribu PMT en San Juan de Guadalupe.